# Slaget vid Maysalun
Slaget vid Maysalun ägde rum den 24 juli 1920, då fransmännen besegrade den syriska armén nära staden Maysalun, 25 kilometer väster om Damaskus.
I oktober 1918 intogs Damaskus av arabrevoltens trupper. En syrisk församling utropade i mars 1920 staten Storsyren  med Faysal ibn Husayn som kung.  Storsyren skulle omfatta Syrien, Libanon och Transjordanien.  Enligt det avtal som Storbritannien 1915 hade ingått med emiren av Mecca skulle Storbritannien stödja bildandet av arabisk stat om de arabiska nationalister hjälpte Storbritannien i kriget mot Tyskland. I början av första världskriget kunde det Omanska riket bli ett mycket allvarligt hot mot Storbritannien om  osmanerna tog kontroll över Suezkanalen och strypte transporten av soldater och förnödenheter från de brittiska kolonierna  till Storbritannien. Från 1915 sökte britterna därför efter samarbete med olika grupper som var villiga att hjälpa dem i strida mot det Osmanska riket, även med grupper som var arabiska nationalister och muslimer.
Efter de allierades seger över Tyskland och Osmanerna i det första världskriget visade det sig att den brittiska regeringen svikit löftet om att stödja bildandet av en stor ny arabisk stat på två olika sätt: 1)  Britterna hade 1916 i hemlighet  i Sykes-Picot-avtalet lovat att Syrien och Libanon i fortsättningen skulle lyda under Frankrike. 2) Britterna hade lovat judiska organisationer att Storbritannien skulle underlätta judisk invandring till Palestina, som då till mer än runt 90% hade en muslimsk befolkning 
Faisal ibn Husayn vägrade att erkänna fransmännens överhöghet över Syrien. Vid San Remokonferensen den 25 april 1920  erhöll Frankrike NF-mandat att förvalta före detta osmanska Syrien. Den franska regeringen accepterade inte utropandet av den arabiska staten Storsyrien ock skickade runt 10 000 franska soldater från Libanon för att ta kontroll över Damaskus något som ledde till slaget vid Maysalun.  
För att kompensera Faisal ibn Husayn för förlusten av posten som kung i Storsyren hjälpte britterna honom bli kung i Irak som Faisal I av Irak